# Jin Yong
Jin Yong, all'anagrafe Louis Cha (Haining, 10 marzo 1924 – Hong Kong, 30 ottobre 2018), è stato uno scrittore cinese, probabilmente il più influente della letteratura cinese moderna.
È anche cofondatore del quotidiano di Hong Kong Ming Pao, nato nel 1959, di cui è stato direttore fino alla pensione, nel 1993.
Le sue opere, di genere wuxia (paragonabile all'occidentale cappa e spada), si sono diffuse, oltre che in Cina e a Taiwan, in tutto il Sud-est asiatico, raggiungendo in seguito anche il resto del mondo. Le 15 opere, tra romanzi e racconti, scritte tra il 1955 e il 1972 gli hanno dato grande fama, e hanno ispirato serie tv e videogiochi.
Il racconto con il quale ha segnato il suo debutto è Il libro e la spada del 1955. Nel 2006 la casa editrice Pisani ha pubblicato il suo romanzo Volpe Volante della Montagna Innevata, prima opera dell'autore ad ottenere un'edizione Italiana. Successivamente venne pubblicato anche il suo ultimo romanzo wuxia Il cervo e il tripode (鹿鼎記T, 鹿鼎记S, lù dǐng jìP) anche detto Il duca del Monte Cervo. Infine nel giugno 2021 la casa editrice Arnoldo Mondadori Editore ha pubblicato il suo romanzo più celebre, La leggenda del cacciatore di aquile, a cui è seguito il secondo volume nel giugno 2022. Le date delle future pubblicazioni del volume 3 e del volume 4 sono già state confermate dalla Arnoldo Mondadori Editore.